# Исбах
И́сбах (нем. Üßbach) — река в Германии, протекает по земле Рейнланд-Пфальц. Длина реки — 49 км. Высота устья 107 м.
Площадь водосборного бассейна — 185 км².
В долине реки расположен известный с 1456 года курорт Бад-Бертрих, известный великолепным зданием бань, храмовыми комплексами и виллами римской знати.